# Lipovljani
Lipovljani est un village et une municipalité située dans le comitat de Sisak-Moslavina, en Croatie. Au recensement de 2001, la municipalité comptait 4 101 habitants, dont 85,71 % de Croates et le village seul comptait 2 777 habitants.

## Localités
La municipalité de Lipovljani compte 4 localités :
- Kraljeva Velika
- Krivaj
- Lipovljani
- Piljenice